# Кольское лесничество
Кольское лесничество — находится в пределах Кольского и частично Ковдорского района, Мурманской области, Россия.
В составе лесничества входит три участковых лесничества — Нотозерское, Мурмашинское и Гирвасское.
Площадь лесничества составляет — 893262 га, пятое по площади в области.
Рельеф территории лесничества равнинный.

## Участковые лесничества
| № | Название лесничества |
| - | -------------------- |
| 1 | Нотозерское          |
| 2 | Мурмашинское         |
| 3 | Гирвасское           |